# Johannes Govert Westra van Holthe
Johannes Govert Westra van Holthe (Assen, 29 januari 1867 - Huis ter Heide, 25 augustus 1938) was een Nederlandse burgemeester.

## Leven en werk
Westra van Holthe was een zoon van de houthandelaar Aalt Willem Westra van Holthe en Maria Jacoba Hendrika van Baalen. Westra van Holthe studeerde rechten en promoveerde in 1893 aan de Universiteit Leiden op een proefschrift over de gemeentebesturen in relatie tot artikel 7 en artikel 9 van de grondwet.
Hij vestigde zich als advocaat en procureur bij de rechtbank van Assen. In 1924 werd hij benoemd tot burgemeester van de Drentse gemeente Dwingeloo, een functie die eerder ook door zijn overgrootvader Aalt Willem van Holthe en diens broer Pieter Adam van Holthe was vervuld. Westra van Holthe bewoonde de door zijn overgrootvader in Dwingeloo gekochte havezate Oldengaerde.
Westra van Holthe trouwde op 28 april 1896 met Wilhelmina Aleida Homan, dochter van de Drentse gedeputeerde en latere commissaris der Koningin in Drenthe, Johannes Linthorst Homan en Ida Elisabeth Catharina Kymmell. Uit dit huwelijk werden vier kinderen geboren, onder wie Johannes Westra van Holthe. Westra van Holthe overleed in 1938 op 71-jarige leeftijd tijdens de trouwplechtigheid van zijn zoon in Huis ter Heide.

## Trivia
Zijn neef Willem Rudolf (Willy) Westra van Holthe was de in 1965 overleden oud-international van het Nederlandse voetbalelftal, dat in 1913 een overwinning behaalde op Engeland.
- International Standard Name Identifier: 0000 0003 8990 768X
- Nederlandse Thesaurus van Auteursnamen: 071469095
- Virtual International Authority File: 283429359
- WorldCat: E39PBJcKQFDwr4RDrqgWt4v8md